# Ɔ̃̄
Ɔ̃̄ (minuscule : ɔ̃̄), appelé O ouvert tilde macron, est une lettre latine utilisée dans l’écriture du tafi.
Elle est formée de la lettre O ouvert avec un tilde suscrit et un macron.

## Représentations informatiques
Le O ouvert tilde macron peut être représenté avec les caractères Unicode suivants : 
- décomposé (supplément latin-1, alphabet phonétique international, diacritiques)[1],[2],[3] :

| formes    | représentations | chaînes de caractères | points de code       | descriptions                                                          |
| --------- | --------------- | --------------------- | -------------------- | --------------------------------------------------------------------- |
| capitale  | Ɔ̃̄               | Ɔ◌̃◌̄                   | U+0186 U+0303 U+0304 | lettre majuscule latine o ouvert diacritique tilde diacritique macron |
| minuscule | ɔ̃̄               | ɔ◌̃◌̄                   | U+0254 U+0303 U+0304 | lettre minuscule latine o ouvert diacritique tilde diacritique macron |